# Perini Business Park
O Perini Business Park fundado no dia 8 de março de 2001 em Joinville, é o maior condomínio  industrial multissetorial do Brasil. O empreendimento possui 2,8 milhões de metros quadrados de terreno com aproximadamentede 260 mil metros quadrados de área construída, além de uma área de proteção ambiental, inclusa no projeto, de 600 mil metros quadrados. Há mais de 100 empresas instaladas no condomínio industrial .